# 摩加迪沙主教座堂
摩加迪沙主教座堂（義大利語：Cattedrale di Mogadiscio）是索馬里首都摩加迪沙的一所天主教的主教座堂，在受到戰火破壞前曾經是天主教摩加迪沙教區的座堂。教區在2013年宣布要重修座堂。
座堂是由義大利殖民當局在1925年至1928興建的、1928年3月1日啟用。座堂參考了西西里切法盧主教座堂、以諾曼哥德風格興建。佈局呈拉丁十字型，中殿分為三重。兩座鐘樓高37.5公尺。
1989年7月9日，索馬里內戰爆發前夕，教區首任也是至今最後一任主教薩爾瓦多‧科隆坡在座堂舉行彌撒時被武裝分子殺害。座堂大部份建築在2008年被伊斯蘭教極端分子破壞。
英國廣播公司記者2012年曾視察當地，發現有難民在座堂遺址內扎營，與外面熱鬧的商店形成強烈對比。座堂內部由於屋頂被炸毀而遭受嚴重損害，牆身、石穹仍然保存下來，整體氣氛仍然維持祥和。
2013年4月，經過對座堂狀況進行考察，摩加迪沙教區宣布重建座堂。